# Poemas arabigoandaluces
Poemas arabigoandaluces es una antología y traducción del arabista español Emilio García Gómez (Madrid, 1905-1995) de poemas de los poetas arábigo-andalusíes de los siglos X al XIII publicada en 1930 por la editorial Plutarco (Madrid).

## LosPoemas arabigoandaluces
Emilio García Gómez realizó un viaje en 1928 a Egipto y Siria, pensionado por la Junta para la Ampliación de Estudios. De El Cairo se trajo copias de un manuscrito árabe de Ibn Said, titulado Kitāb rāyāt al-mubarrizīn wa-gāyāt al-mumayyizīn (El libro de las banderas de los campeones y de los Estandartes de los Selectos), datado en 1243 y que recogía poemas de los poetas arábigo-andalusíes de los siglos X, XI, XII y XIII. 
En Viaje a Egipto, Palestina y Siria, 1927- 1928: cartas a don Miguel Asín Palacios, García Gómez relata la visita a Ahmad Zaki Pasha en su casa, en el barrio de Guiza, donde éste, hispanista entusiasta, le mostró la edición de Ibn Said que pensaba ofrecer a la Academia de la Historia.
Mientras trabajaba en una traducción completa de la antología, que publicaría en 1942 bajo el título El libro de las banderas de los campeones, García Gómez publicó algunos de los poemas en un artículo en la Revista de Occidente en agosto de 1928. 
En 1930 salieron a la luz los Poemas arabigoandaluces, en una cuidada edición sobre papel de hilo de la editorial Plutarco, dentro de la «Colección de autores contemporáneos», de la que fue el tercer volumen, precedido por La amante de Rafael Alberti y El arte de birlibirloque de José Bergamín. 
La edición constaba de veinticinco ejemplares en gran formato, papel verjurado castillo, numerados del 1 al 25, y novecientos setenta y cinco ejemplares en octavo, papel marquilla, numerados del 26 al 1000.

### Estructura
Poemas arabigoandaluces consta de 70 poemas, la mayor parte provenientes del Libro de las banderas de los campeones, aunque García Gómez incluyó también poemas de autores portugueses y, en menor medida, de África del Norte. Los poemas se agrupan en tres apartados, «Poetas del Occidente, del Centro y del Oriente de al-Ándalus», a los que se añaden prólogo, nota y apéndice. Publicado en 1930, el prólogo está sin embargo fechado en noviembre de 1929.

### Autores
Entre los autores de los poemas se encuentran reyes, visires, príncipes, califas y gobernantes de todo tipo; doctores, el mismo Ibn Said y otros conocidos simplemente como poetas o eruditos. En palabras del mismo García Gómez, «¡Todos poetas!». Cabe mencionar al abadí Al-Mu'tamid de Sevilla; Abu Bakr ibn Ammar de Silves; Abderramán V de Córdoba; Ibn Abd Rabbihi, Ibn Zaydun o Ibn Hazm de Córdoba.

## Recepción y crítica

### Sobre el autor
Emilio García Gómez se enmarca con esta obra en la Generación del 27. Cuando publicó los Poemas arabigoandaluces era un joven profesor de veinticinco años que acababa de ganar la cátedra de árabe en la Universidad de Granada; a la probada erudición que implicaba el libro se unía su calidad estética y literaria. Miguel Asín Palacios decía que, además de su valor documental o histórico, sus traducciones están «re-creadas poéticamente y viven con propia vida estética y literaria. Se han incorporado a la literatura española contemporánea, como se incorporó a la inglesa la versión de Umar Jayyam por Edward Fitzgerald».
Pedro Laín Entralgo, en el inicio de su discurso en el homenaje a García Gómez por sus cincuenta años como académico de la Real Academia de la Historia, lo enmarcó en una generación del 27 que «no sólo es poética; que lo es de la total cultura española»; destacaba más adelante, unidas a su excelencia intelectual, sus cualidades como escritor: «la elegante llaneza, la bien medida sobriedad, la certera asunción del habla popular y, consiguientemente, la cuidadosa evitación de toda pedantería seudoculta.»

### Sobre el libro
En palabras de Joaquín Vallvé, discípulo y sucesor de García Gómez en su Cátedra de la Universidad Complutense de Madrid, los Poemas arabigoandaluces «causaron asombro en España y en todo el mundo por su exquisito prólogo y una sugestiva traducción»; para 1993 se habían editado en España al menos nueve veces, y existían una selección versificada en inglés, una traducción italiana y una versión árabe del prólogo antecediendo los poemas árabes originales.
El libro fue fuente de inspiración para los poetas de la Generación del 27 por su atención a las metáforas e imágenes; según el propio autor, el interés de los círculos poéticos de la época por su antología era doble por ser, al mismo tiempo, muy viejos y muy nuevos. Alberti, uno de los poetas de la Generación del 27, dijo en una entrevista que los Poemas arabigoandaluces habían sido una revelación para él y una gran influencia en su obra, pero sobre todo para el trabajo de Federico García Lorca, que escribió un libro de casidas, el Diván del Tamarit, publicado en España en 1981 con el prólogo original del mismo García Gómez. 
Samuel G. Armistead habla también de la influencia e inspiración de los Poemas arabigoandaluces en «numerosos compatriotas, a cual más brillantes, desde García Lorca a Dámaso Alonso».
El hispanista y cervantista Daniel Eisenberg menciona en su artículo «Los territorios literarios de la historia del placer» el escándalo que se produjo en la España anterior a la Segunda República por la presencia de poemas homoeróticos en las traducciones de García Gómez, tanto en el artículo de 1928 como en el libro.